# 178014 Meslay
178014 Meslay è un asteroide della fascia principale. Scoperto nel 2006, presenta un'orbita caratterizzata da un semiasse maggiore pari a 3,0227452 au e da un'eccentricità di 0,0777131, inclinata di 9,29271° rispetto all'eclittica.